# چاندرا لکها (فیلم ۱۹۹۷)
چاندرا لکها (به انگلیسی: Chandralekha) فیلمی هندی محصول سال ۱۹۹۷ و به کارگردانی پریادارشان است. در این فیلم بازیگرانی همچون موهن لال، سوکانیا، پوجا باترا، ندومودی ونو، سرینیواسان، سوکوماری و کوچین هانیفا ایفای نقش کرده‌اند.